# Amílcar Cabral

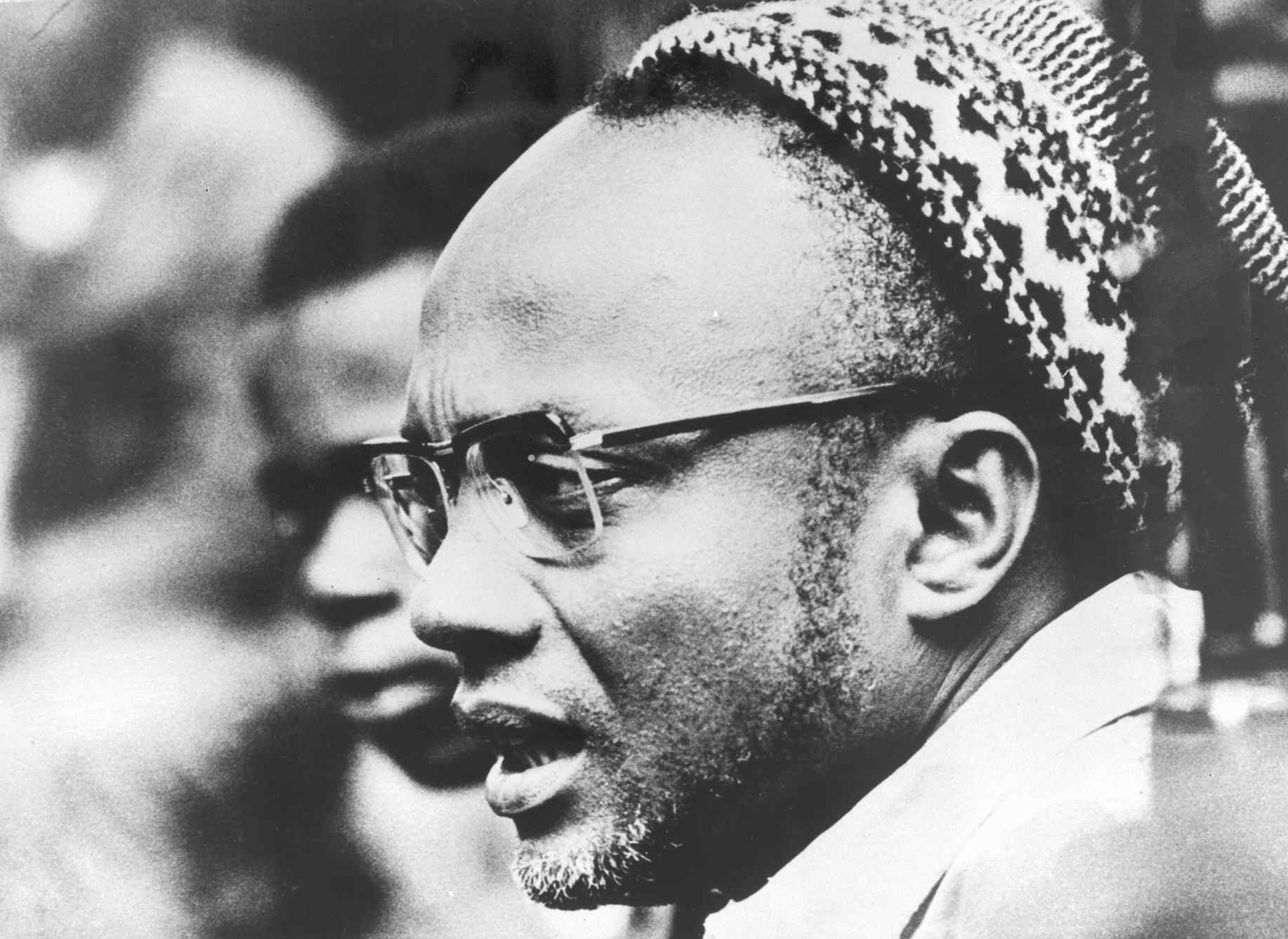
Amílcar Cabral

Amílcar Lopes Cabral (Bafatá, 12 september 1924 – Conakry, 20 januari 1973) was een Kaapverdische landbouwkundig ingenieur, schrijver en politicus. Cabral leidde Afrikaanse nationalistische bewegingen in Guinee-Bissau, op de Kaapverdische Eilanden en de onafhankelijkheidsbeweging van Guinee-Bissau. De Portugese geheime politie liet hem in 1973 om het leven brengen, vlak voordat Guinee-Bissau onafhankelijkheid verwierf.

## Jeugd
Cabral werd geboren in Bafatá, Portugees-Guinea als zoon van Kaapverdische ouders. Zijn opleiding genoot hij in Lissabon. Tijdens zijn studie agronomie richtte hij een Afrikaanse nationalistische studentenbeweging op. In de jaren 50 keerde Cabral naar Portugees Guinea terug en werkte als landbouwkundig ingenieur voor de Portugese overheid. In 1953 moest hij het land verlaten vanwege zijn politieke acties. Hij vertrok naar Portugal en daarna naar Angola. Daar werkte hij voor een suikerrietonderneming. In 1959, na een bloedbad onder stakers in de haven van Bissau, keerde Cabral naar Portugees Guinea terug. Hij werkte mee aan de oprichting van de PAIGC (Partido Africano da Independência de Guiné e Cabo Verde) ofwel de Afrikaanse Partij voor de Onafhankelijkheid van Guinea en Kaapverdië. Hij werd verkozen tot secretaris-generaal van de PAIGC en oefende deze functie uit tot zijn dood. 

## Bevrijdingsstrijd
Vanaf 1962 leidde Cabral de PAIGC in een militair conflict met de Portugese koloniale machthebbers. Het doel van het conflict was onafhankelijkheid te verwerven voor zowel Portugees-Guinea als Kaapverdië. In de loop van het conflict boekte de partij steeds meer terreinwinst. Cabral werd de facto leider van een groot aantal gebieden in Guinee-Bissau. Als voorbereiding op een onafhankelijke Afrikaanse natie begon Cabral in 1972 met het vormen van een volksvergadering. Voor hij dit tot een einde kon brengen werd hij op 20 januari 1973 in Conakry vermoord door een verongelijkte voormalige medestander. Deze werd geholpen door Portugese agenten die in de PAIGC geïnfiltreerd waren. Zijn halfbroer, Luis Cabral, werd de leider van de partij in Guinee-Bissau en zou daar later president worden.
Cabral wordt gezien als een van de belangrijkste theoretici van de Afrikaanse bevrijdingsstrijd. Hij stelde het doel en de betekenis van deze strijd vast en schreef hieromtrent verschillende boeken en brochures. Hij was van mening dat de Afrikaanse boer moest worden gepolitiseerd alvorens over te gaan tot de opstand. Ook benadrukte hij dat de strijd werd gevoerd tegen het koloniale systeem en niet tegen de blanke. Zijn geschriften en redevoeringen hebben grote invloed gehad op andere bevrijdingsbewegingen in Afrika, met name in de toenmalige Portugese kolonies. Samen met Agostinho Neto werkte hij aan het vormen van een bevrijdingspartij in Angola.
In 1972 ontving Cabral een eredoctoraat van de Lincoln Universiteit in Jefferson City en sprak hij ook de Algemene Vergadering van de Verenigde Naties toe.